# Maria Josepa Casanellas i Escofet
Maria Josepa Casanellas i Escofet (Moja, Alt Penedès, 1922 - Barcelona, 8 d'agost de 2007) coneguda al barri de la Marina de Sants com la «Pepita», fou una pedagoga catalana. Des de ben jove va demostrar grans inquietuds i va ser l'única noia del seu poble que va estudiar a l'institut de Vilafranca del Penedès. Als 17 anys es va independitzar i es va instal·lar al barri del Port —antic barri de La Marina de Sants de Barcelona, actualment Zona Franca— per impartir classes de primària a l'escola parroquial de la Mare de Déu del Port, per recomanació de mossèn Pere Serra, capellà a Moja.
El 1945, va aprovar les oposicions a mestra i va fer les pràctiques de Magisteri amb Maria Codina, dona del pedagog Artur Martorell, i és així que va entrar en contacte amb el Moviment de Renovació Pedagògica. Fou destinada a Barruera i després a Vilanova de Sau, però només va anar-hi a prendre possessió i de seguida va tornar al barri del Port per exercir de mestra ja a l'escola pública. La seva raó és que calia ajudar la gent a través de l'educació per sortir de la situació en què vivien. El 1986 es va jubilar però continuà encarregant-se de la biblioteca de l'escola i ajudant a infants amb dificultats d'aprenentatge.
També va formar part de la Coordinació Escolar de l'Escola de Mestres Rosa Sensat, que va contribuir a fundar juntament amb Marta Mata, i on ha col·laborat sovint fent classes a l'Escola d'estiu. Així mateix, va ser membre del Col·lectiu d'Escoles per l'Escola Pública Catalana (CEPEPC), un grup d'escoles de clara orientació catalana. El 2006 va rebre la Medalla d'Honor de Barcelona.

## Reconeixement i memòria
El Centre de serveis Pepita Casanellas, que ocupa des de l'abril de 2007 part dels locals de l'antiga factoria Phillips al Passeig de la Zona Franca de Barcelona, rep el seu nom. El Centre inclou l'Oficina d'Atenció al ciutadà, els serveis socials del barri i una sala polivalent d'activitats socioculturals –la Sala Pepita Casanellas– de 336 metres quadrats i capacitat per a més de 200 persones, que gestiona el Centre Cívic La Casa del Rellotge, al mateix Passeig.